# 서미스터

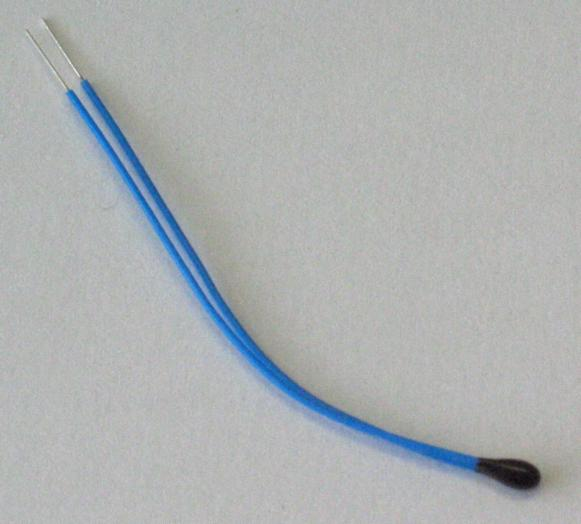
서미스터의 일종인 NTC 서미스터

서미스터(thermistor)란 저항기의 일종으로, 온도에 따라 물질의 저항이 변화하는 성질을 이용한 전기적 장치 즉, 열을 전기로 전환하는 장치다. 열가변저항기라고도 하며, 주로 회로의 전류가 일정 이상으로 오르는 것을 방지하거나, 회로의 온도를 감지하는 센서로써 이용된다.
서미스터는 주로 폴리머나 세라믹 소재로 제작되며, 섭씨 영하 90도에서 130도 사이에서 높은 정확도로 온도를 측정할 수 있다. 이러한 점에서 순수한 금속을 사용하여 고온의 온도를 측정하는 저항 온도계와는 차이를 보인다.

## 원리
서미스터의 저항이 온도 변화에 따라 선형으로 변화한다고 가정한다면 저항과 온도와의 관계는 다음 식과 같이 나타낼 수 있다.
{\displaystyle \Delta R=k\Delta T}
이 때,
{\displaystyle \Delta R} = 저항의 변화량
{\displaystyle \Delta T} = 온도의 변화량
{\displaystyle k} = 1차 저항온도계수이다.
저항의 온도 계수에 따라 서미스터는 크게 두 종류로 구분할 수 있다. 만일 k>0인 경우, 서미스터의 저항은 온도에 따라 증가하며, 이러한 서미스터를 정특성 서미스터(PTC thermistor:Positive Temperature Coefficient thermistor)라 한다. 반대로 k<0인 경우 서미스터의 저항은 온도가 증가하면 감소하게 되며, 이를 부특성 서미스터(NTC thermistor:Negative Temperature Coefficient thermistor)라 한다. 서미스터가 아닌 일반적인 저항기의 경우 k의 값이 가능한 0에 가깝도록 제작되어, 온도에 따른 저항 변화가 거의 없도록 조절된다.

## 이용
서미스터는 미소한 온도 변화에 의해서 저항의 변화가 크게 일어나도록 제작된다.
따라서 미세한 온도의 측정을 수반하는 체온계나 온도계, 습도계, 기압계, 풍속계등에 서미스터가 활용된다. PolySwitch와 같은 PPTC는 과전류를 차단하는 재사용가능한 퓨즈용도로 사용되며, NTC는 장비의 전원투입시 돌입전류를 제한하는 용도로도 사용된다.

## 같이 보기
- 저항 온도계
- 열전대